# Valentîna Maslovska
Valentîna Anatoliivna Maslovska (cf. ucr. Валенти́на Анато́ліївна Масло́вська) sau Valentina Bolșova (Maslovskaia) (cf. rus. Валентина Большова (Масловская); n. 30 ianuarie 1937, Odesa, RSS Ucraineană, URSS – d. 21 mai 2023, Palafrugell⁠(d), Catalonia, Spania) a fost o atletă ucraineană și sovietică specializată în alergare și garduri, campioană europeană în 1958.

## Carieră
A câștigat medalia de aur în proba de ștafetă 4 × 100 m, alături de Vira Krepkina, Linda Kepp și Nonna Poleakova, la Campionatul European din 1958 de la Stockholm. La același campionat, a ocupat locul 6 în finala de 100 m sprint și a fost eliminată în semifinalele probei de 80 m garduri.
La Jocurile Olimpice din 1960 de la Roma, a fost eliminată în semifinală la 200 m, iar în ștafetă 4 × 100 m a ocupat locul 4, fiind într-o echipă cu Vira Krepkina, Marîia Itkina și Irina Press.
A ocupat locul 5 în cursa de 200 m la Campionatul European din 1962 la Belgrad, iar la ștafetă 4 × 100 m echipa din care făcea parte a fost descalificată în finală. La Campionatul European din 1966 de la Budapesta, a câștigat medalia de bronz la proba de ștafetă 4 × 100 m, împreună cu Vira Popkova, Liudmila Samotiosova și Renāte Lāce. La acel campionat a mai concurat la 100 m (fără a trece de calificări) și la 200 m (descalificată în semifinale).
La Jocurile Europene în sală din 1967 de la Praga, a luat aurul la ștafeta 4 × 1 tură (echipa Bolșova, Galina Buharina, Tatiana Talîșeva și Vira Popkova) și ștafeta suedeză 1 + 2 + 3 + 4 ture (echipa Bolșova, Vira Popkova, Tatiana Arnautova și Nadejda Seropeghina).
A fost campioana URSS la 100 m garduri în anii 1965-1967 și campioana URSS în sală la 60 m în 1967.
Împreună cu Renāte Lāce, Marîia Itkina și Galina Popova, a stabilit un record mondial la proba de ștafetă 4 × 200 m, cu timpul 1:35,1 s, la 14 iulie 1963, la Moscova. A depășit de două ori recordul unional al URSS la ștafetă 4 × 100 m, cu rezultatul final 44,5 s, la 16 iulie 1961, la Moscova.
Valentina Bolșova a fost căsătorită cu atletul specializat în sărituri în înălțime Viktor Bolșov. Cuplul a locuit la Chișinău. Fiica lor Olga Bolșova este, la fel, o fostă atletă olimpică, reprezentând Republica Moldova de patru ori la sărituri în înălțime și la triplusalt.

## Realizări
| An   | Competiție                | Locație             | Loc | Eveniment                                  | Note   |
| ---- | ------------------------- | ------------------- | --- | ------------------------------------------ | ------ |
| 1958 | Campionatul European      | Stockholm, Suedia   | 6   | 100 m                                      | 11,9   |
| 1958 | Campionatul European      | Stockholm, Suedia   | 7   | 80 m garduri                               | 11,2   |
| 1958 | Campionatul European      | Stockholm, Suedia   | 1   | 4x100 m                                    | 45,3   |
| 1960 | Jocurile Olimpice         | Roma, Italia        | 9   | 200 m                                      | 24,6   |
| 1960 | Jocurile Olimpice         | Roma, Italia        | 4   | 4x100 m                                    | 45,2   |
| 1962 | Campionatul European      | Belgrad, Iugoslavia | 5   | 200 m                                      | 24,2   |
| 1962 | Campionatul European      | Belgrad, Iugoslavia | –   | 4x100 m                                    | DS     |
| 1966 | Campionatul European      | Budapesta, Ungaria  | 19  | 100 m                                      | 12,0   |
| 1966 | Campionatul European      | Budapesta, Ungaria  | 9   | 200 m                                      | 24,4   |
| 1966 | Campionatul European      | Budapesta, Ungaria  | 3   | 4x100 m                                    | 44,6   |
| 1967 | Jocurile Europene în sală | Praga, Cehoslovacia | 7   | 50 m garduri                               | 7,2    |
| 1967 | Jocurile Europene în sală | Praga, Cehoslovacia | 1   | 4x150 m                                    | 1:12,4 |
| 1967 | Jocurile Europene în sală | Praga, Cehoslovacia | 1   | ștafetă mixtă (150 m, 300 m, 450 m, 600 m) | 3:35,6 |